# A26 (Kasachstan)
Die A26 ist eine Fernstraße in Kasachstan, im Westen des Landes. Die Straße ist eine Nord-Süd-Route von Qandyaghasch durch Schalqar bis in die Nähe von Yrghys.

## Straßenbeschreibung
Die A26 beginnt im Oktyabrsk an der A27 und endet bei Irgis an der M32. Die Strecke hat keine große Bedeutung und stellt eine Alternative zur Strecke von Aqtöbe (ehem. Aktjubinsk) um Aralsk dar. Die Route verbindet eine Reihe von kleinen Städten in der Wüste im Westen Kasachstans. Die Landschaft ist karg und unbebaut sowie von geringer Höhe. Der Endpunkt ist eine Kreuzung mit der M32.

## Geschichte
Die A26 wurde im Jahr 2011 umnummeriert. Wo die M32 einen Umweg macht und durch Karabutak führt, ist die A 26 eine kürzere alternative Strecke von Aqtöbe nach Aralsk.